# Gdaňské loděnice

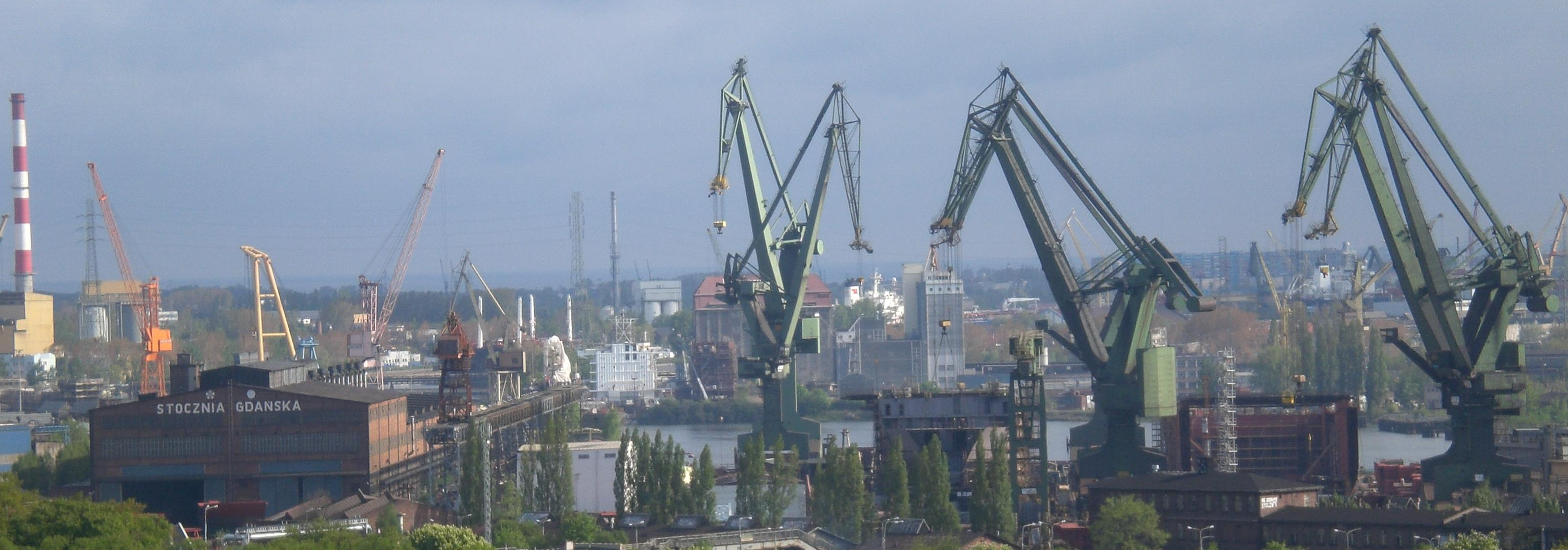
Pohled na Gdaňské loděnice

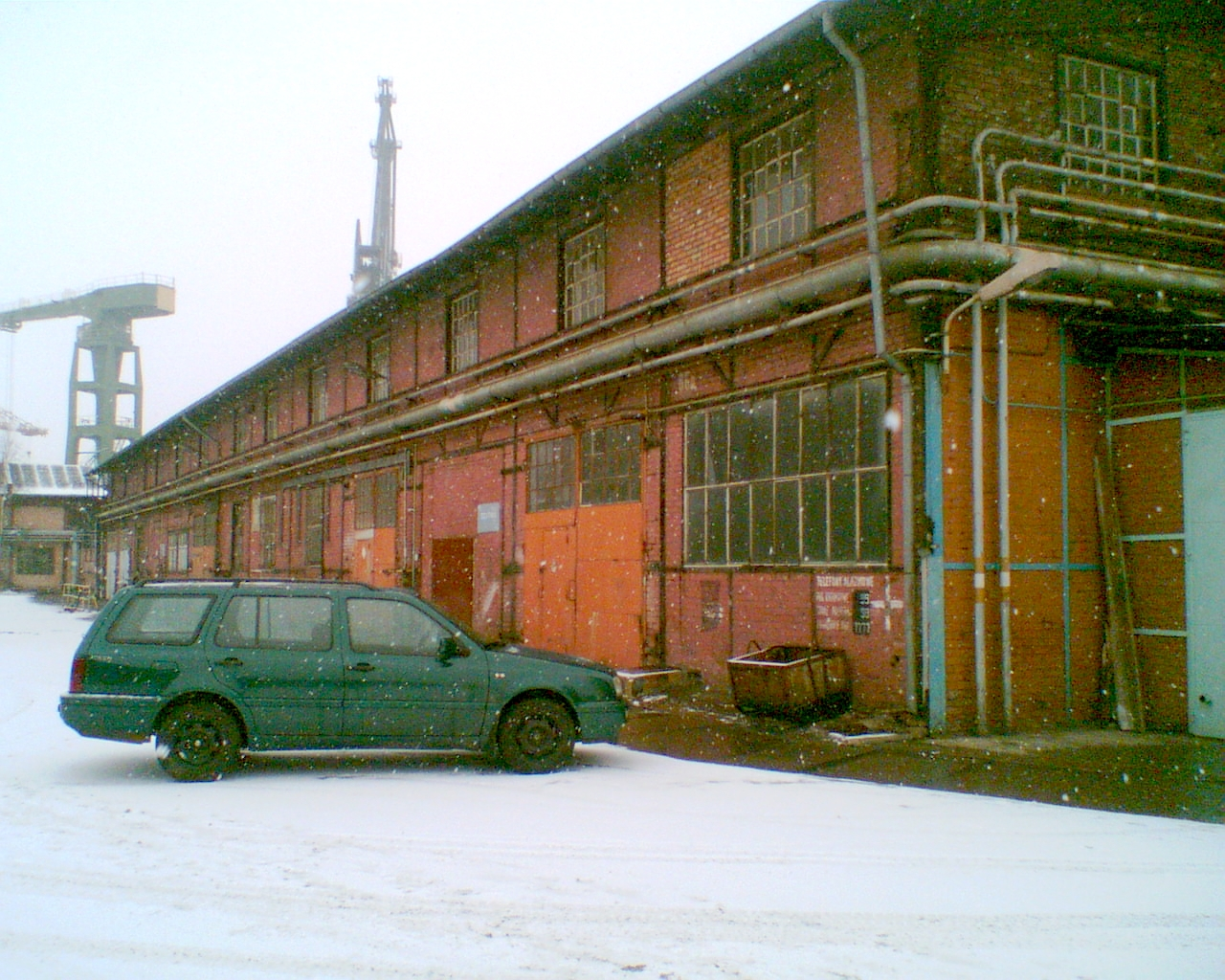
Elektrikářská dílna, v níž v 80. letech pracoval Lech Wałęsa

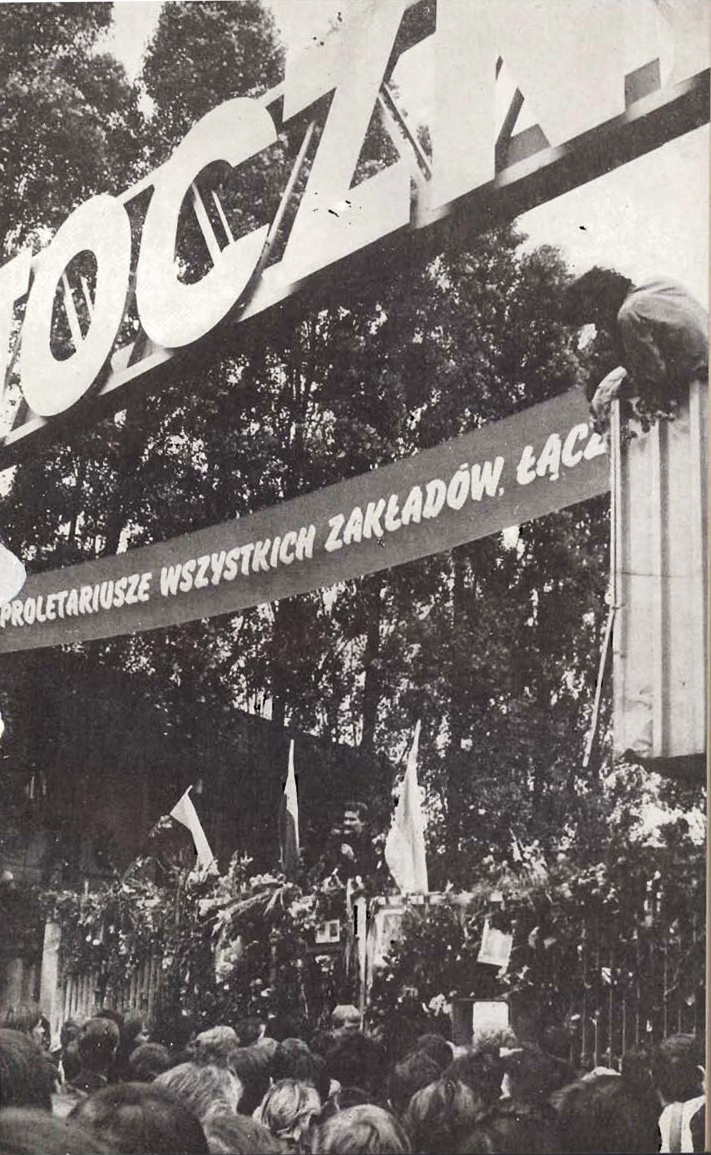
Dělnická stávka, která zde vypukla v srpnu roku 1980 pod vedením Lecha Wałęsy, byla počátkem konce komunismu v Evropě

Gdaňské loděnice (polsky Stocznia Gdańska, od roku 2006 Stocznia Gdańsk SA) jsou jedny z největších polských loděnic. Nachází se v Gdaňsku, na levém břehu Mrtvé Visly (uměle vytvořené rameno řeky Visly). 
Za dobu své činnosti vyprodukovaly gdaňské loděnice více než 1000 plně vybavených námořních plavidel, od masivních kontejnerových lodí po plachetnice. V prosinci roku 1970 zde vypukla protirežimní stávka dělníků, která byla brutálně potlačena. O necelých deset let později, v srpnu roku 1980, proběhla ve gdaňských loděnicích masivní okupační stávka dělníků, kteří zde založili první nezávislou odborovou organizaci ve východním bloku s názvem Solidarita (polsky Niezależny Samorządny Związek Zawodowy Solidarność). Vůdčí postavou se stal elektrikář z loděnic Lech Wałęsa. V roce 1996 z důvodu ekonomického úpadku vznikla společnost Gdaňské loděnice – Společnost loděnic Gdyně, a. s. (polsky Stocznia Gdańska – Grupa Stoczni Gdynia SA). Od roku 2006 nese společnost název Loděnice Gdaňsk, a. s.

## Historie
Gdaňské loděnice vznikly po roce 1945, na ploše, kde dříve stávaly německé loděnice Jana Klawittera. Ten zde založil první loděnici v roce 1804, jakkoliv tradice výstavby velkých lodí v Gdaňsku sahají až do 15. století. Později, od roku 1844, nesly loděnice název Kaiserliche Werft Danzig (Císařské loděnice Gdaňsk). Roku 1871 připadly loděnice Německému císařství a sloužily výlučně vojenským účelům. V roce 1890 vznikly na 50 hektarech půdy, poblíž Císařských loděnic, druhé, soukromé loděnice, jež nesly jméno německého podnikatele Ferdinanda Schichaua (německy Schichau Warft). Schichau se nezaměřoval pouze na produkci bitevních lodí, ale v jeho loděnicích byly vyrobeny i lodě obchodní či výletní. Po vypuknutí druhé světové války připadnul komplex loděnic Svobodnému městu Gdaňsk, v roce 1940 pak nacistickému Německu.
Prakticky ihned po skončení druhé světové války bylo spojeno všech jedenáct gdaňských loděnic a 19. října 1947 dostal komplex jednotný název Stocznia Gdańska. V průběhu 50. a 60. let se gdaňské loděnice staly chloubou polského komunistického režimu. 15. dubna 1967 byl název loděnic změněn na Leninovy loděnice (polsky Stocznia Gdańska im. Lenina).

## Gdaňské loděnice jako centrum odporu vůči režimu
Dne 14. prosince 1970 oznámila vláda Polské lidové republiky zvýšení cen masa a dalších potravin. To vedlo v loděnicích k okamžitému vyhlášení stávky. Proti stávkujícím dělníkům povolala vláda ozbrojené jednotky, které 16. prosince na stávkující brutálně zaútočily. To se opakovalo i druhého dne, kdy jednotky střílely na dělníky jdoucí do práce. Tento masakr si vyžádal desítky obětí. Jejich přesný počet však dodnes není znám.
Na počátku 80. let se hospodářské problémy v Polsku ještě více prohloubily. Reakcí na špatné životní podmínky či na omezování svobody projevu a svobody náboženské bylo vyhlášení okupační stávky (polsky strajk okupacyjny) dne 14. srpna 1980. Vlna stávek a veřejné projevy podpory gdaňským dělníkům se okamžitě rozšířily do celého Polska a brzy i do západních médií. Jednou z hlavních podmínek dělníků vedených Lechem Wałęsou bylo povolení vzniku skutečně nezávislých odborů - 31. srpna musela komunistická garnitura kapitulovat a se stávkujícími dělníky podepsala dohodu, kterou přistoupila na jejich požadavky (mimo jiné zastavení růstu cen, zvýšení platů, zajištění lepších pracovních podmínek, příslib delší mateřské dovolené, dále pak právo na stávku, omezení cenzury, propuštění politických vězňů či požadavek obsazovaní funkcí podle schopností a ne podle příslušnosti ke komunistické straně PZPR). Vznikla Solidarita, první opravdu nezávislá odborová organizace ve východním bloku, která, přestože byla za doby tzv. výjimečného stavu (polsky stan wojenny) postavena mimo zákon, musela být na konci 80. let polskou vládu znovu povolena a nazastupitelnou měrou se podílela na konci komunistických režimů ve východní Evropě.

## Evropské dědictví

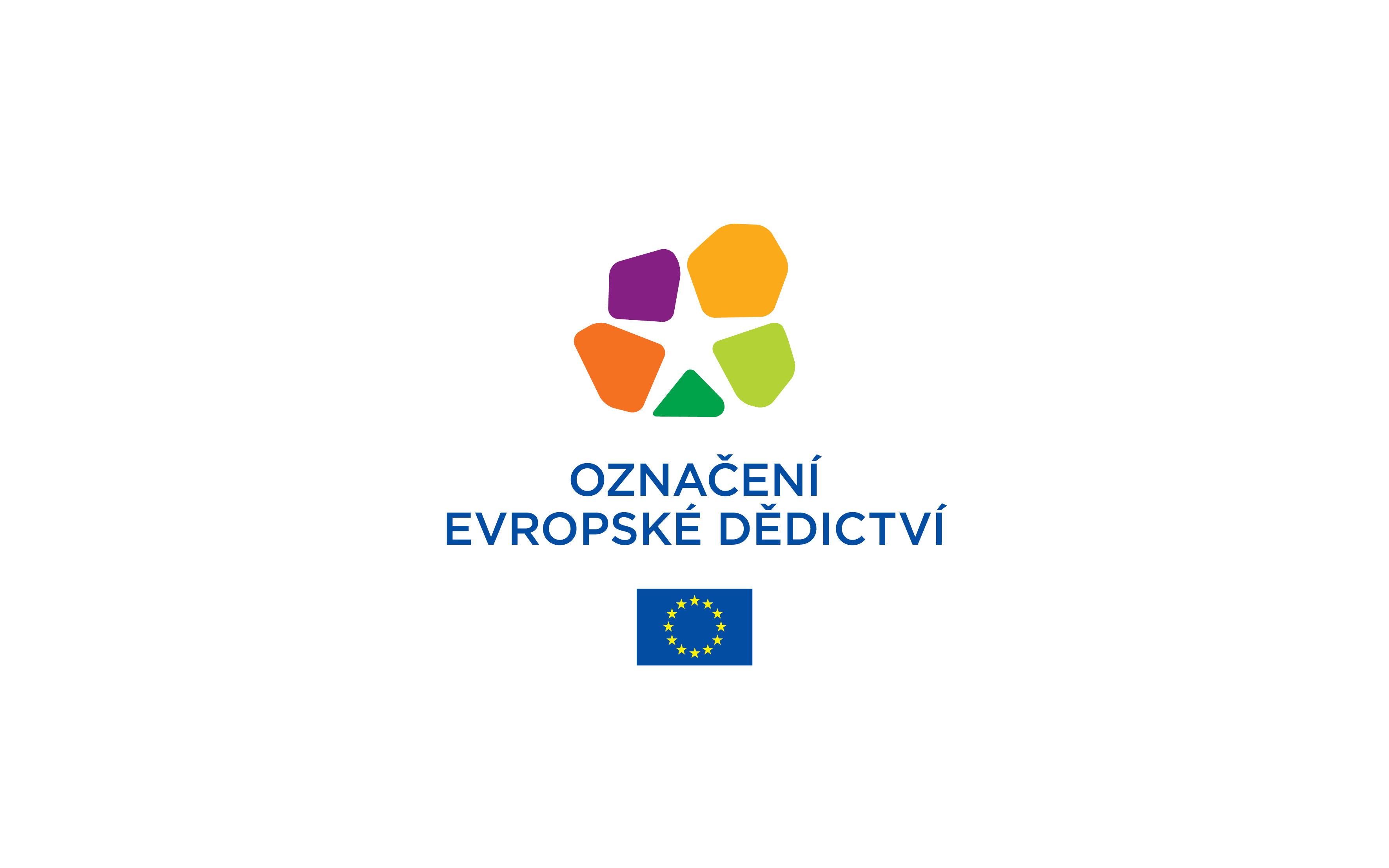
Označení Evropské dědictví

Od roku 2014 má centrum Solidarity (Centrum Solidarnošci) označení Evropského dědictví. V roce 1980 vznikla v areálu Gdaňských loděnic nezávislá odborová organizace Solidarita, která vyvolala vlnu protestů. Jedná se o první hnutí, které nakonec vedlo až k pádu komunistického režimu a vzniku demokracie nejen v Polsku, ale celé Evropě a proto nese označení Evropského dědictví.